# 980-989
De jaren 980-989 (van de christelijke jaartelling) zijn een decennium in de 10e eeuw.

## Belangrijke gebeurtenissen

### Byzantijnse Rijk
- 983 : Byzantijns-Bulgaarse oorlogen. Na een inspanning van zes jaar verovert Samuel van Bulgarije de strategische stad Larissa. Als tegenzet probeert keizer Basileios II in 986 tevergeefs om Sofia te veroveren
- 986 : Slag bij de Trajaanse Poort. Samuel verslaat hem op de terugtocht. Basileios zelf kan ternauwernood ontsnappen.
- 987 : Generaal Bardas Phokas de Jongere komt in opstand tegen de Byzantijnse keizer Basileios II. Vladimir van Kiev wil Basileios helpen in ruil voor de hand van zijn zuster Anna Porphyrogenitus. Basileios gaat akkoord op voorwaarde dat Vladimir zich bekeert tot het christendom en zijn bevolking. Begin van het orthodoxe geloof in het Land van de Roes.

### Heilig Roomse Rijk
- 983 : Keizer Otto II sterft en wordt opgevolgd door zijn driejarige zoon Otto III. Hertog Hendrik II van Beieren eist het voogdijschap op.
- 983 : Opstand van de Elbeslaven. Lechitische Slaven komen in opstand tegen hun inlijving bij het Oost-Frankische Rijk.
- 986 : Lotharius van Frankrijk sterft en wordt opgevolgd door zijn zoon Lodewijk de Doeniet.
- 987 : Lodewijk sterft kinderloos. Aartsbisschop Adalbero van Reims gesteund door de edelen kiezen als koning Hugo Capet. Dit betekent voor Frankrijk het einde van de Karolingische periode en het begin van de Capetingische periode.
- 988 : Karel van Neder-Lotharingen, de broer van Lotharius, komt in opstand.

#### Lage landen
- 980 : Begin van het prinsbisdom Luik, waarbij het bisdom ook de wereldlijke macht over een uitgebreid gebied heeft. Bisschop Notger verwerft de graafschappen Hoei (in 985) en Bruningerode (in 987), en mag daar door een beschikking van keizer Otto II de grafelijke rechten uitoefenen. Op die manier vestigt hij de facto het prinsbisdom Luik, en mag hij terecht de titel prins-bisschop voeren.
- 987 : Graaf Arnulf II van Vlaanderen weigert Hugo Capet als koning te accepteren. Hugo valt Vlaanderen aan. Even later sterft Arnulf.
- 988 : Robert, de zoon van Hugo Capet, trouwt met de weduwe van Arnulf, Suzanna van Italië. Robert wordt de voogd van Boudewijn IV van Vlaanderen.

### Vikingen
- ca. 982 - De Viking Eirik de Rode ontdekt Groenland. In de jaren die volgen sticht hij de eerste Vikingnederzettingen op Groenland.
- 986 - De Viking Bjarni Herjolfsson ontdekt Noord-Amerika.
- De Ierse koning van Tara Máel Sechnaill mac Domnaill verslaat de Noormannen en verovert hun voornaamste vesting, Dublin.

## Kunst en cultuur

### Architectuur
- 987 : De moskee van Cordoba is voltooid.

## Onderwijs
- 988 - Al-Azhar Universiteit, een van de oudste universiteiten in de wereld, wordt gesticht in Caïro.
- 989 - Sankore-universiteit gesticht in Timboektoe

## Heersers

### Europa
- Lage Landen
  - West-Frisia: Dirk II (939-988), Arnulf van Gent (988-993)
  - Neder-Lotharingen: Karel (977-992)
  - Luik:Notger (971-1008)
  - Luxemburg: Siegfried (963-998)
  - Vlaanderen: Arnulf II (965-988), Boudewijn IV (988-1035)

- Heilige Roomse Rijk: Otto II (973-983), Otto III (983-1002)
  - Beieren: Otto I van Zwaben (976-982), Hendrik III (983-985), Hendrik II (985-995)
  - Bohemen: Boleslav II (967-999)
  - paltsgraafschap Bourgondië: Otto Willem (986-1026)
  - Karinthië en Verona: Otto van Worms (978-983), Hendrik III van Beieren (983-989), Hendrik II van Beieren (989-995)
  - Opper-Lotharingen: Diederik I (978-1027)
  - Meißen: Rikdag (979-985), Ekhard I (985-1002)
  - Noordmark: Diederik van Haldensleben (965-983), Lotharius III van Walbeck (983-1003)
  - Oostenrijk: Leopold I (976-994)
  - Saksen: Bernhard I (973-1011)
  - Zwaben: Otto I (973-982), Koenraad I (982-997)

- Frankrijk: Lotharius (954-986), Lodewijk V (986-987), Hugo Capet (987-996)
  - Anjou: Godfried I (958-987), Fulco III (987-1040)
  - Aquitanië: Willem IV (963-995)
  - Blois, Châteaudun en Tours: Odo I (975-995)
  - hertogdom Bourgondië: Hendrik I (965-1002)
  - Chalon: Adelheid (978-987), Hugo I (987-1039)
  - Meaux en Troyes: Heribert (966-995)
  - Normandië: Richard I (942-996)
  - Toulouse: Willem III (978-1037)
  - Vermandois: Albert I (946-987), Herbert III (987-1000)
  - Vexin - Wouter I (943-992)

- Iberisch schiereiland:
  - Barcelona: Borrell II (947-992)
  - Castilië: García I Fernandez (970-995)
  - Cordoba: Hisham II (976-1009)
  - Leon en Galicië: Ramiro III (967-984), Bermudo II (984-999)
  - Navarra: Sancho II Garcés (970-994)
  - Portugal: Gonçalo Mendes (950-999)

- Groot-Brittannië
  - Engeland: Ethelred II (978-1013)
  - Deheubarth en Powys: Owain ap Hywel (950-986?), Maredudd ab Owain (986?-999)
  - Gwynedd: Hywel ab Ieuaf (974-985), Cadwallon ab Ieuaf (985-986), Maredudd ab Owain (986-999)
  - Schotland: Kenneth II (971-995)

- Italië
  - Benevento: Pandulf I (961-981), Landulf IV (968-981), Pandulf II (981-1014)
  - Sicilië: Abu al-Qasim (969-982), Jabir al-Kalbi (982-983), Jafar al-Kalbi (983-985), Abd-Allah al-Kalbi (985-990)
  - Spoleto: Pandulf I (967-981), Thrasimund IV (982-989)
  - Venetië (doge): Tribuno Memmo (979-991)

- Scandinavië
  - Denemarken: Harald I (958/964-985), Sven Gaffelbaard (985-1014)
  - Noorwegen: Harald I van Denemarken (976-986), Sven Gaffelbaard (986-995)
    - jarl van Lade (onderkoning): Håkon Sigurdsson (976-995)

  - Zweden: Erik VI (970-995)

- Balkan
  - Bulgarije: Romanus (977-997)
  - Byzantijnse Rijk: Basileios II (976-1025)
  - Kroatië: Stjepan Držislav (969-997)

- Arelat (Bourgondië): Koenraad (937-993)
- Bretagne: Hoël I (958-981), Guerech (981-988), Conan I (988-992)
- Hongarije: Géza (972-997)
- Kiev: Jaropolk I (972-980), Vladimir (980-1015)
- Polen: Mieszko I (960?-992)

### Azië
- China (Song): Taizong (976-997)
  - Noordelijke Han: Liu Jiyuan (970-982)
  - Liao: Jingzong (969-982), Shengzong (982-1031)
- India
  - Chalukya: Tailapa II (973-997)
  - Chola: Uttama (970-985), Rajaraja I (985-1014)
  - Rashtrakuta: Indra IV (973-982)
- Georgië
  - Abchazië: Bagrat III (978-1008/1014)
  - Kartli: Bagrat II (958-994)
- Japan: En'yu (969-984), Kazan (984-986), Ichijo (986-1011)
- Khmer-rijk (Cambodja): Jayavarman V (968-1001)
- Korea (Goryeo): Gyeongjong (975-981), Seongjong (981-997)
- Perzië en Mesopotamië
  - Boejiden: 'Adud al-Dawla (949-983), Sharaf al-Dawla (983-989), Samsam al-Dawla (989-998)
  - Ghaznaviden: Sabuktigin (977-997)
  - Samaniden: Nuh II (976-997)

### Afrika
- Fatimiden: Abu'l Mansur Nizar al-Aziz (975-996)
- Tunesië (Ziriden): Buluggin ibn Ziri (973-983), al-Mansur ibn Buluggin (983-995)

### Religie
- paus: Benedictus VII (974-983), Johannes XIV (983-984), Johannes XV (985-996)
  - tegenpaus: Bonifatius VII (984-985)
- patriarch van Alexandrië (Grieks): Elias I (963-1000)
- patriarch van Alexandrië (koptisch): Filoteüs (979-1003)
- patriarch van Antiochië (Grieks): Agapius (977-995)
- patriarch van Antiochië (Syrisch): Johannes VI Sarigta (965-985), Athanasius IV van Salah (986-1002)
- patriarch van Constantinopel: Antonius III Studites (974-980), Nicolaas II Chrysoberges (984-996)
- kalifaat van Bagdad (Abbasiden): Al-Muti (946-974), At-Ta'i (974-991)

- aartsbisdom Bremen-Hamburg: Adaldag (936-988), Liawizo I (988-1013)
- aartsbisdom Canterbury: Dunstan (959-988), Æthelgar (988-990)
- aartsbisdom Keulen: Warin (976-984), Everger (984-999)
- aartsbisdom Maagdenburg: Adalbert (968-981), Giselher (981-1004)
- aartsbisdom Reims: Adalbero (969-988), Arnulf (988-991)
- aartsbisdom Trier: Egbert (977-993)

<< · 980 · 981 · 982 · 983 · 984 · 985 · 986 · 987 · 988 · 989 · >>
<< · 900-909 · 910-919 · 920-929 · 930-939 · 940-949 · 950-959 · 960-969 · 970-979 · 980-989 · 990-999 · >>